# بیلاس‌پور، چتیسگر
شهر بیلاس‌پور (به انگلیسی: Bilaspur) با جمعیت ۱٬۹۹۳٬۰۴۲ (در سال ۲۰۰۱) نفر در ایالت چتیسگر در کشور هند واقع شده‌است.